# Wat Chaiwatthanaram

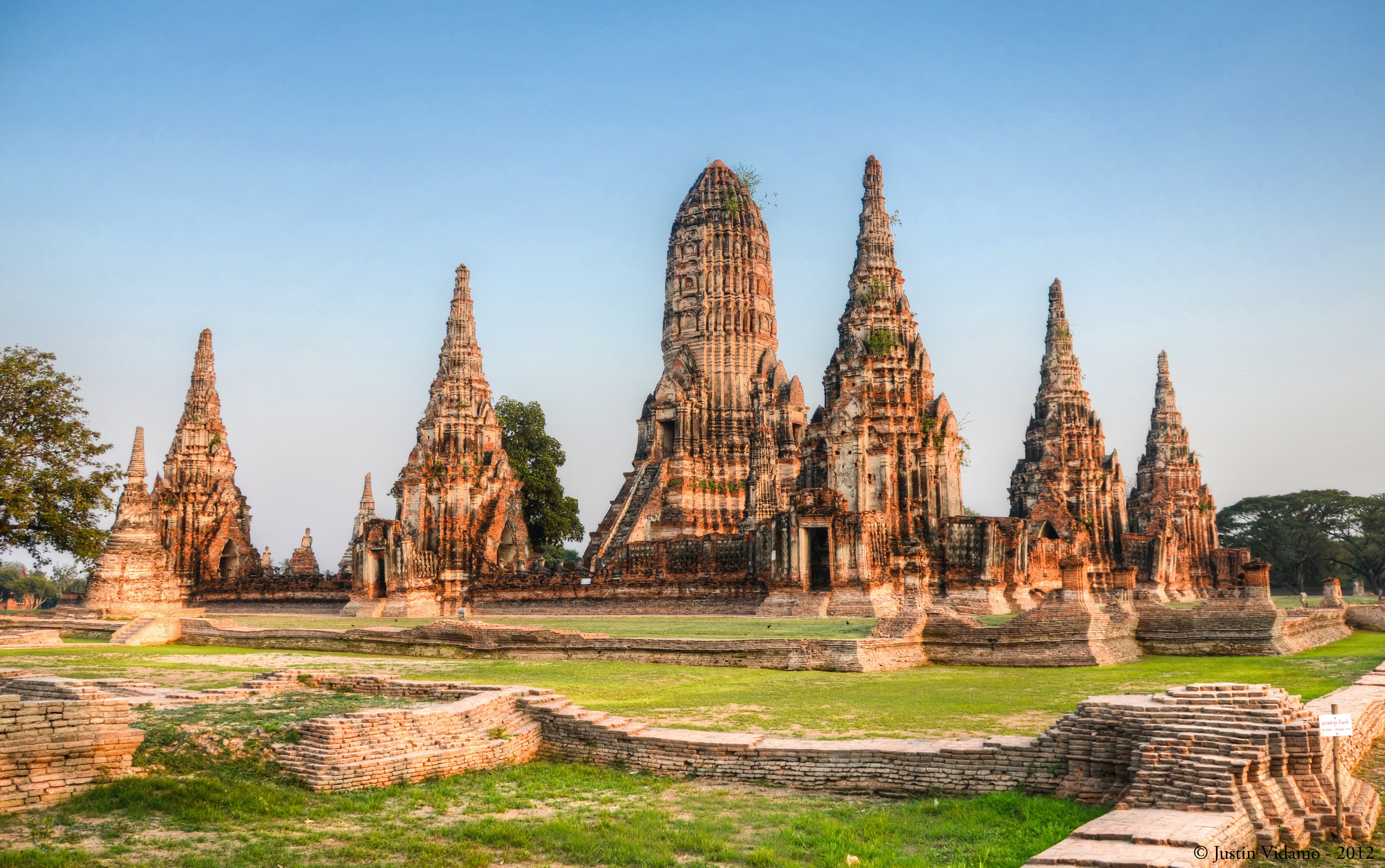
Wat Chaiwatthanaram.

Wat Chaiwatthanaram (em tailandês: วัด ไชย วัฒนา ราม) é um templo budista situado na Cidade Histórica de Ayutthaya, na Tailândia, na margem oeste do rio Chao Phraya. É um dos templos mais conhecidos de Ayutthaya e uma grande atração turística tailandesa.

## História
O templo foi construído em 1630 pelo rei Prasat Thong, como o primeiro templo do seu reinado e um memorial da residência de sua mãe nessa área. O nome do templo significa, literalmente, "Templo do reinado longo e era gloriosa". Foi projetado em estilo Khmer, que era popular na época. Tem um alto prang em seu centro, de 35 metros, também em estilo khmer, com quatro prangs menores. Toda a construção fica em uma plataforma retangular.
A plataforma central está rodeado por oito estupas, que estão ligadas por uma passagem retangular, em forma de cruz (Phra Rabieng). A passagem tinha várias entradas laterais e foi originalmente coberta e aberta para dentro do templo, mas hoje apenas apenas as fundações dos pilares e a parede exterior ainda estão estruturadas. Ao longo da parede, havia 120 estátuas de Buda, provavelmente pintadas em preto e dourado.
As oito estupas estão em forma única. Elas tinham pinturas nas paredes interiores, os exteriores decorados por 12 relevos representando cenas da vida de Buda (Jataka), que deve ser "lida" no sentido horário. Apenas fragmentos das pinturas e dos relevos sobreviveram ao tempo. Em cada uma das estupas retangulares, estão duas estátuas de Buda sentado e em cada uma das quatro estupas grandes, há uma estátua de Buda, também sentado, laqueadas em preto e dourado. O teto sobre essas estátuas eram de madeira com estrelas douradas em laca preta. Perto do hall de ordenação do templo (Phra Ubosot), existiam duas estupas com "12 cantos recuados" (em tailandês: เจดีย์ อ มุม สิบ สอง), onde as cinzas da mãe do rei foram colocadas.
Após a destruição total da antiga capital siamesa pelos birmaneses, em 1767, várias das estruturas da cidade foram destruídas ou danificadas, entre as quais o Wat Chaiwatthanaram. A edificação foi saqueada, com vendas de tijolos das ruínas e a decapitação de estátuas de Buda sendo comuns. Em 1987, o Departamento de Belas Artes da Tailândia iniciou a restauração do local. Em 1992, o templo foi aberto ao público.

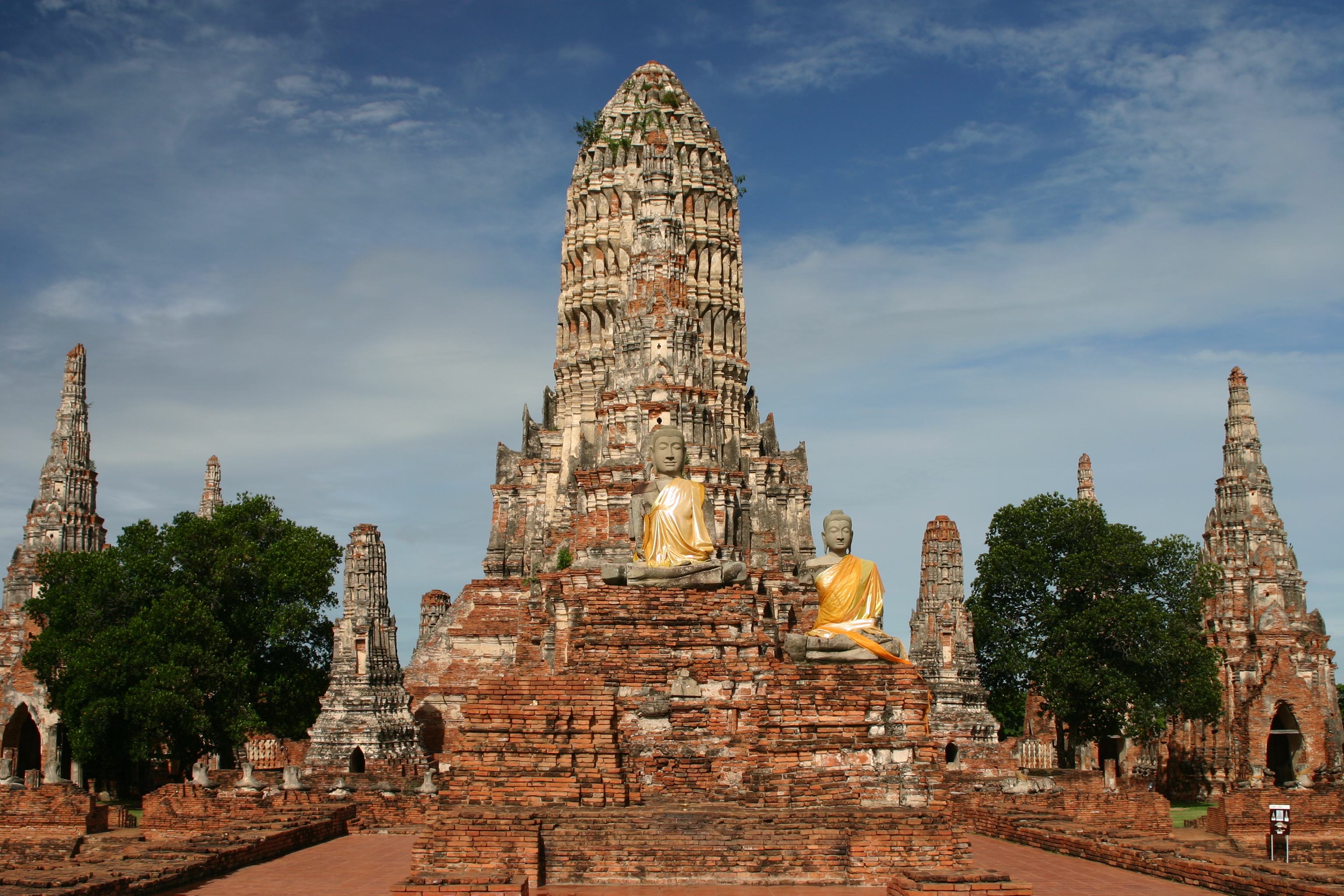
Wat Chaiwatthanaram
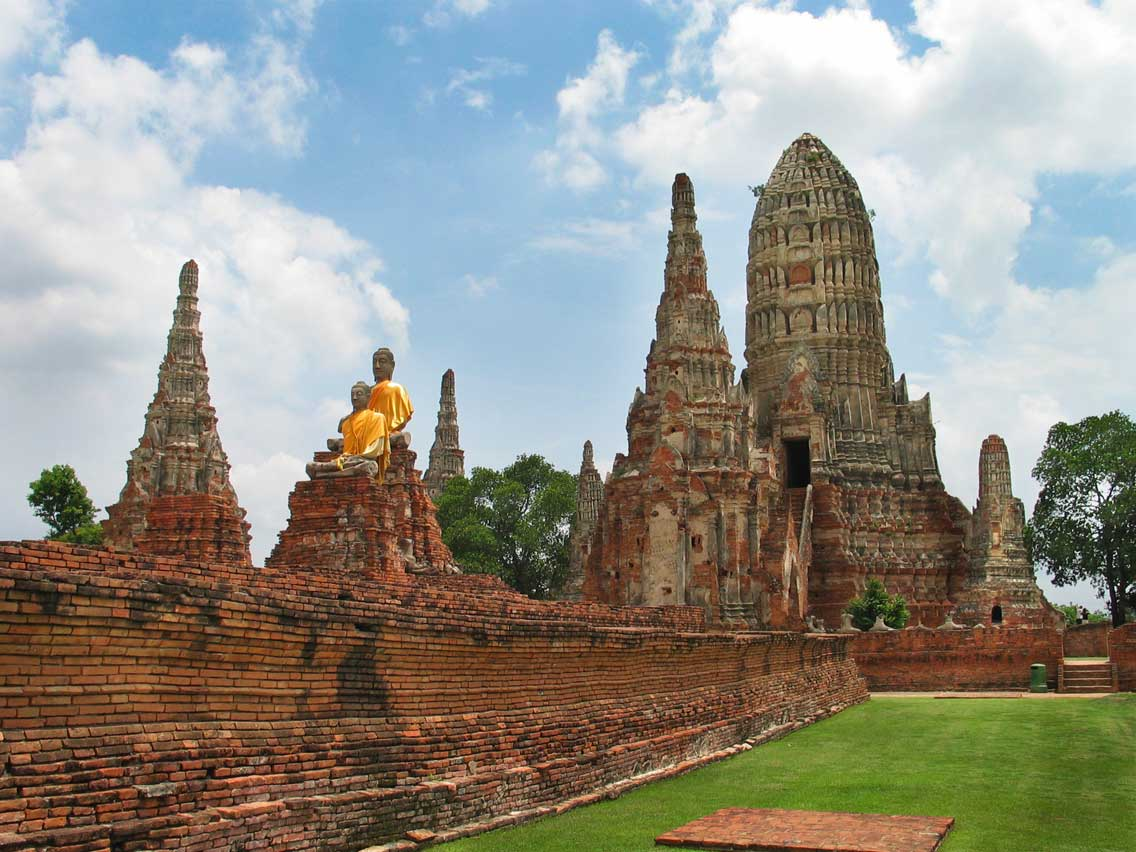
Estátuas em Wat Chaiwatthanaram
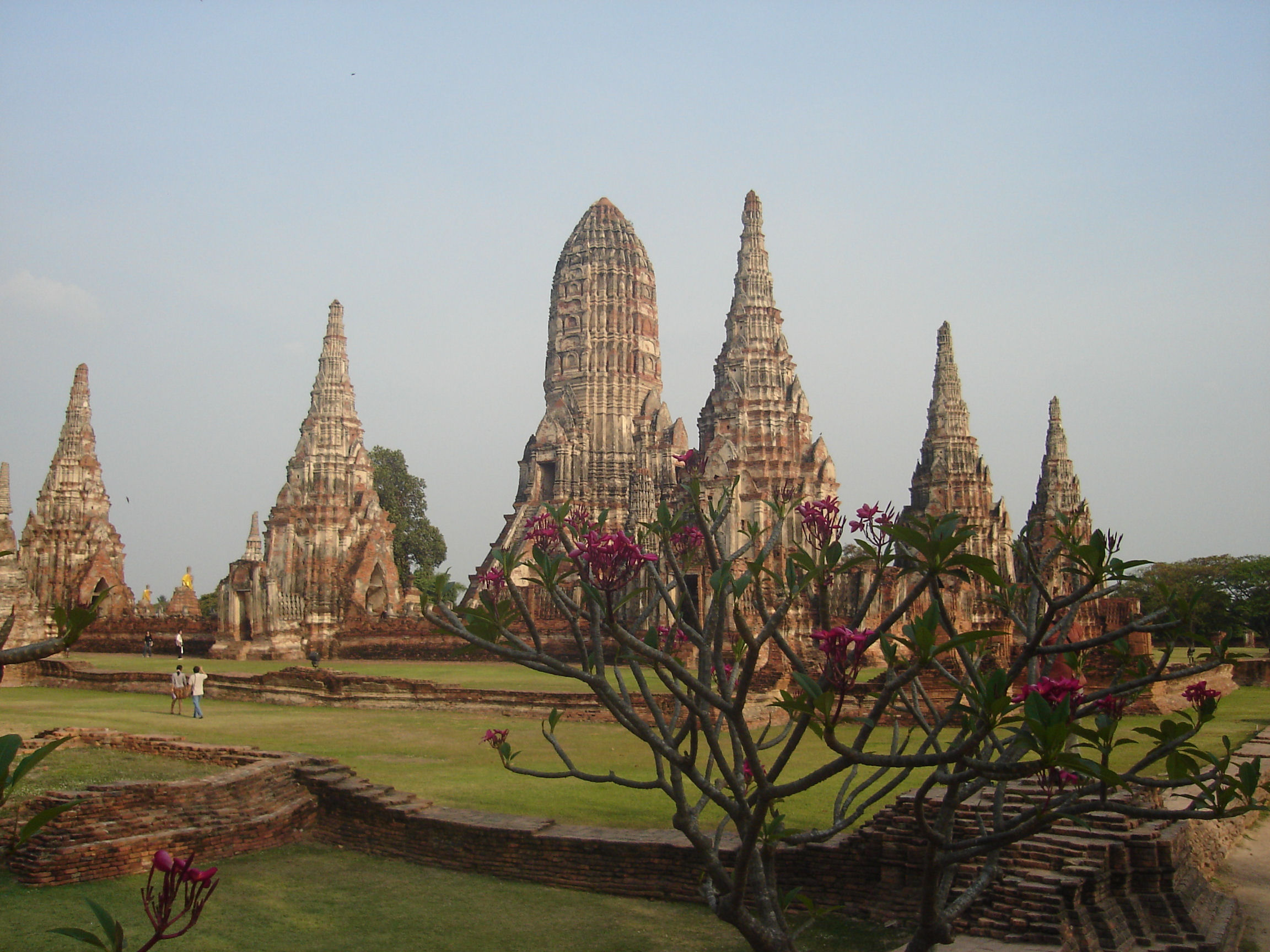
Wat Chaiwatthanaram
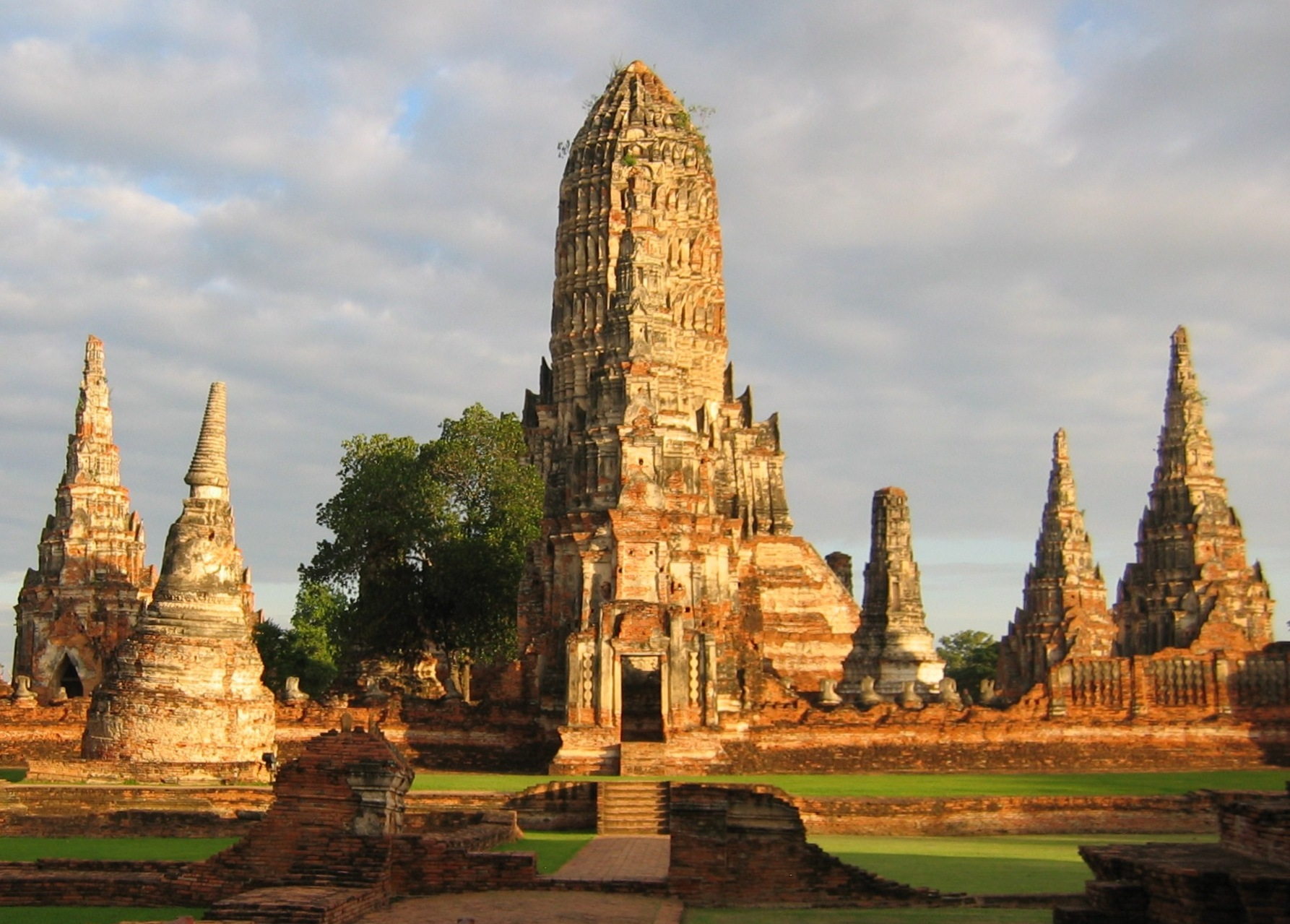
Wat Chaiwatthanaram, no fim da tarde
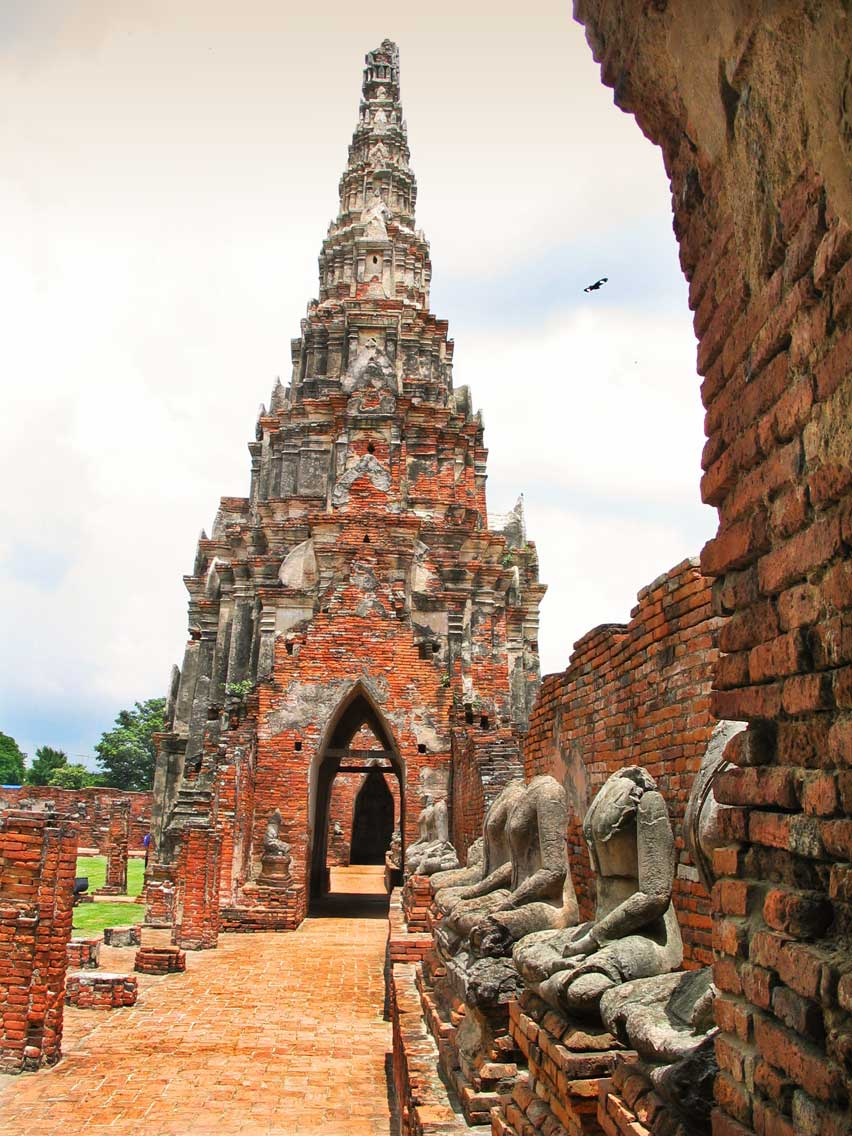
Passarela em Wat Chaiwatthanaram